# Chassey-lès-Scey
Chassey-lès-Scey ist eine Gemeinde im französischen Département Haute-Saône in der Region Bourgogne-Franche-Comté.

## Geographie
Chassey-lès-Scey liegt auf einer Höhe von 213 m über dem Meeresspiegel, zwei Kilometer südlich von Scey-sur-Saône-et-Saint-Albin und etwa 14 Kilometer westlich von Vesoul (Luftlinie). Das Straßendorf erstreckt sich im zentralen Teil des Departements, leicht erhöht am östlichen Rand des Saônetals. 
Die Fläche des 4,38 km² großen Gemeindegebiets umfasst einen Abschnitt des mittleren Saône-Tals. Die westliche Grenze verläuft stets entlang der Saône, die hier einen großen, nach Nordwesten ausgreifenden Bogen zeichnet. Die Alluvialniederung der Saône liegt durchschnittlich auf 206 m und weist eine Breite von ungefähr einem Kilometer auf. Der Fluss ist zur Wasserstraße ausgebaut, wobei die Schleife bei Chassey-lès-Scey durch einen Seitenkanal abgeschnitten wird. Die Flussufer sind deshalb im Bereich des Dorfes in naturnahem Zustand erhalten.
Vom Flusslauf erstreckt sich das Gemeindeareal ostwärts über die Talaue und einen steilen Hang auf das angrenzende Plateau, das spornartig in die Schleife der Saône hinausgreift. Diese Hochfläche besteht aus einer Wechsellagerung von kalkigen und sandig-mergeligen Sedimenten der oberen Jurazeit. Sie wird durch mehrere kurze Talnischen untergliedert, die sich zur Saône hin öffnen. Die fruchtbaren Böden der Talebene und des Plateaus werden überwiegend landwirtschaftlich genutzt. Mit 254 m wird auf einer Anhöhe östlich des Dorfes die höchste Erhebung von Chassey-lès-Scey erreicht. Ganz im Osten reicht der Gemeindeboden in die Waldung des Bois des Coupes. 
Nachbargemeinden von Chassey-lès-Scey sind Scey-sur-Saône-et-Saint-Albin und Ferrières-lès-Scey im Norden, Chemilly im Osten, Bucey-lès-Traves im Süden sowie Ovanches im Westen.

## Geschichte

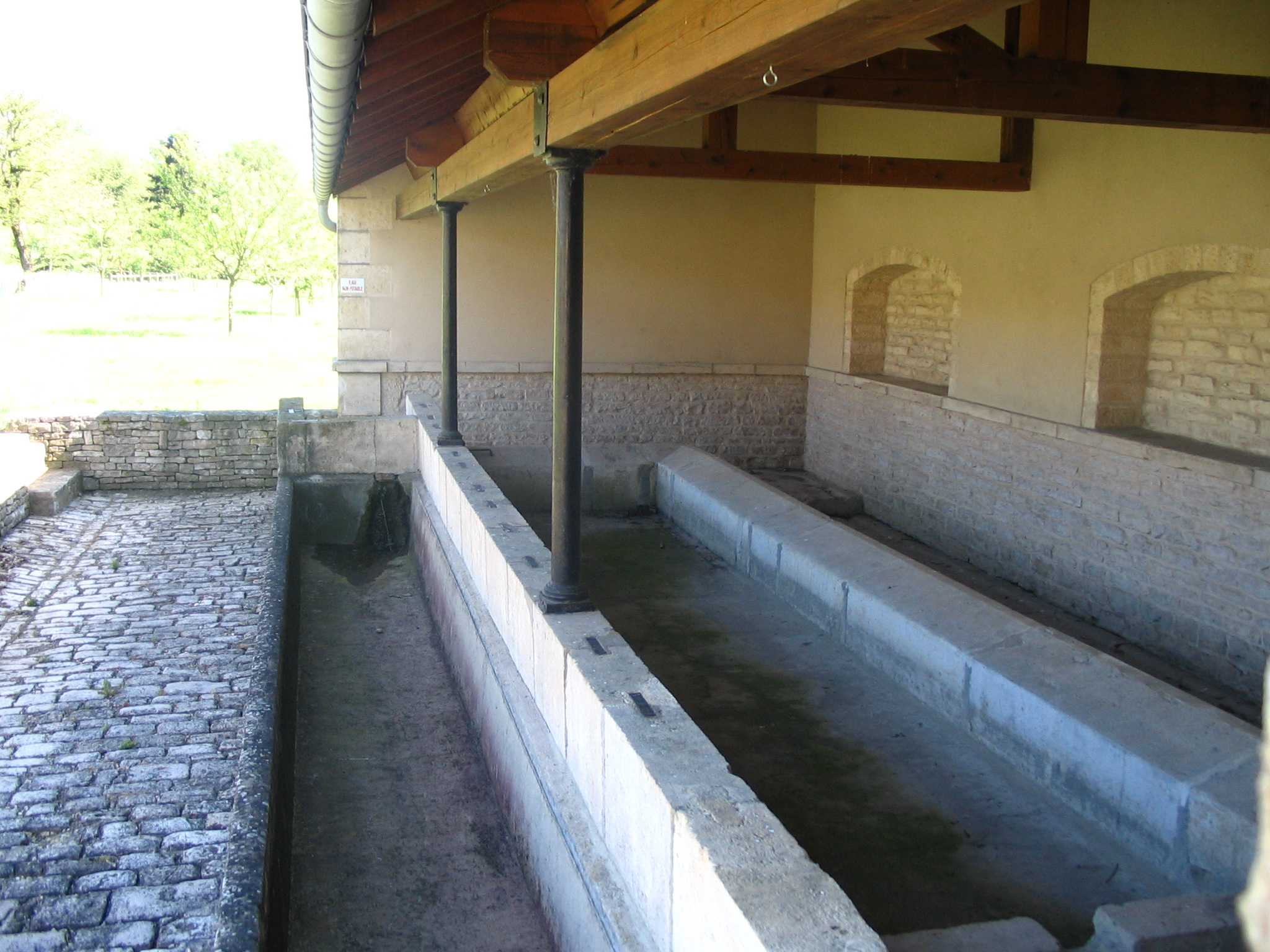
Lavoir in Chassey-lès-Scey

Im Mittelalter gehörte Chassey zur Freigrafschaft Burgund und darin zum Gebiet des Bailliage d’Amont. Seit 1409 ist die Adelsfamilie von Chassey belegt, die im 16. Jahrhundert erlosch. Zusammen mit der Franche-Comté gelangte das Dorf mit dem Frieden von Nimwegen 1678 definitiv an Frankreich. Heute ist Chassey-lès-Scey Mitglied des 22 Ortschaften umfassenden Gemeindeverbandes Communauté de communes des Combes. Kirchlich gehört der Ort zu Scey-sur-Saône.

## Sehenswürdigkeiten
Am Ufer der Saône steht der im 15. Jahrhundert erbaute ehemalige Herrschaftssitz.

## Bevölkerung
| Jahr                       | 1962 | 1968 | 1975 | 1982 | 1990 | 1999 |
| Einwohner                  | 85   | 108  | 125  | 134  | 98   | 102  |
| Quellen: Cassini und INSEE |      |      |      |      |      |      |

Mit 97 Einwohnern (2004) gehört Chassey-lès-Scey zu den kleinsten Gemeinden des Département Haute-Saône. Während des gesamten 20. Jahrhunderts pendelte die Einwohnerzahl im Bereich zwischen 80 und 135 Personen.

## Wirtschaft und Infrastruktur
Chassey-lès-Scey war bis weit ins 20. Jahrhundert hinein ein vorwiegend durch die Landwirtschaft (Ackerbau, Obstbau und Viehzucht) und die Forstwirtschaft geprägtes Dorf. Eine Gießerei war schon früh von Bedeutung für das Dorf. In den letzten Jahrzehnten hat sich das Dorf zu einer Wohngemeinde gewandelt. Viele Erwerbstätige sind deshalb Wegpendler, die in den größeren Ortschaften der Umgebung ihrer Arbeit nachgehen. Chassey-lès-Scey verfügt über einen Hafen am Seitenkanal der Saône.
Der Ort liegt abseits der größeren Durchgangsachsen an einer Departementsstraße, die von Scey-sur-Saône nach Fretigney-et-Velloreille führt. Eine weitere Straßenverbindung besteht mit Vesoul.